# SN 1999am
SN 1999am – supernowa typu Ia odkryta 18 lutego 1999 roku w galaktyce CGCG 60-009. W momencie odkrycia miała maksymalną jasność 17,80m.